# Henry Heath
Pour les articles homonymes, voir Heath.
Henry Heath, né en 1599 et mort en 1643, est un franciscain anglais, tué en haine de la foi catholique. Il est l'un des quatre-vingt-cinq martyrs d'Angleterre et de Galles.

## Biographie
Fils de John Heath, il est baptisé à l'église St. John, Peterborough, le 16 décembre 1599. Ses parents sont protestants et l'envoie en 1617 au Corpus Christi College, à Cambridge, où il obtient son B.A. en 1621. Il réside à l'université pendant environ cinq ans, et est nommé bibliothécaire de son collège. La lecture d'ouvrages controversés l'incline au catholicisme romain, et en venant à Londres, il se fait présenter à George Muscott, un prêtre, qui le reçoit dans la communion romaine. Muscott l'envoie au Collège anglais de Douay, où le Dr Kellison, le président, l'admet comme convictor. Entré ensuite au couvent franciscain de Saint-Bonaventure à Douay, il reçoit l'habit de saint François en 1623, lorsqu'il prend le nom de Paul de Sainte-Madeleine, et à la fin de cette année-là, il devient membre profès de l'ordre. Il reste au couvent pendant près de dix-neuf ans, menant une vie d'une austérité exceptionnelle. Il est nommé vicaire ou vice-président de sa maison en décembre 1630 ; son gardien en octobre 1632, puis à nouveau le 15 juin 1634 pour trois années supplémentaires ; custos custodum, avec la charge de commissaire de ses frères et sœurs anglais en Belgique en 1637, et le 19 avril 1640, gardien et aussi lecteur de théologie scolastique. Il obtient ensuite la permission de venir en mission en Angleterre, et après avoir débarqué à Douvres, il se rend à Londres à pied. Sans le sou, il se couche pour se reposer à la porte d'un citoyen, qui le soupçonne d'être un voleur à l'étalage et le remet à la garde d'un gendarme. La découverte de quelques écrits catholiques dissimulés dans sa casquette révèle son caractère. Il est condamné en vertu du statut du 27 Eliz. comme prêtre retourné, et est exécuté à Tyburn le 17 avril 1643.